# Поцоленго
Поцоленго (итал. Pozzolengo) је насеље у Италији у округу Бреша, региону Ломбардија.
Према процени из 2011. у насељу је живело 2477 становника. Насеље се налази на надморској висини од 117 м.

## Становништво
Према резултатима пописа становништва 2011. у општини је живело 3.438 становника.
| 1951. | 1961. | 1971. | 1981. | 1991. | 2001. | 2011. |
| ----- | ----- | ----- | ----- | ----- | ----- | ----- |
| 2.979 | 2.643 | 2.478 | 2.423 | 2.496 | 2.900 | 3.438 |